# Cartel de Santa
Cartel de Santa é um grupo de hip hop mexicano fundado em 1996, em Santa Catarina, Nuevo León, México. O grupo é formado por Babo (Eduardo Davalos) e Rowan Rabia (Roman Rodriguez).
Uma das canções mais conhecidas do grupo, "Perros", "La Pelotona", "Todas Mueren Por Mi", "Asesinos de Asesinos", "Factor Miedo" e "El Arte del Engaño".
Seu álbum Sincopa foi premiado pela Grammy Latino em 2010.

## Discografia
- 2002 - Cartel de Santa (álbum)
- 2004 - Vol. II (álbum de Cartel de Santa)
- 2006 - Volumen ProIIIbido
- 2008 - Vol. IV
- 2010 - Sincopa
- 2014 - Golpe Avisa
- 2016 - Viejo Marihuano